# Ctenichneumon angustus
Ctenichneumon angustus är en stekelart som först beskrevs av Berthoumieu 1892.  Ctenichneumon angustus ingår i släktet Ctenichneumon och familjen brokparasitsteklar. Inga underarter finns listade i Catalogue of Life.